# Prionapteryx rufistrigalis
Prionapteryx rufistrigalis is een vlinder uit de familie grasmotten (Crambidae). De wetenschappelijke naam van deze soort is voor het eerst geldig gepubliceerd in 1918 door Fawcett.
De soort komt voor in tropisch Afrika.